# مينه فوكوي
مينه فوكوي (باليابانية: 福井未菜؛ بالكانا: ふくい みな) هي تارينتو وممثلة يابانية، ولدت في 3 نوفمبر 1984 في ناباري في اليابان.